# Allophyes cretica
Allophyes cretica is een vlinder uit de familie uilen (Noctuidae). De wetenschappelijke naam is voor het eerst geldig gepubliceerd in 1978 door Pinker & Reisser.
De soort komt voor in Europa.